# Margareta Petrovna Froman
Margareta Petrovna Froman (Mosca, 27 ottobre 1896 – Boston, 24 marzo 1970) è stata una ballerina, coreografa, insegnante e regista russa naturalizzata croata.

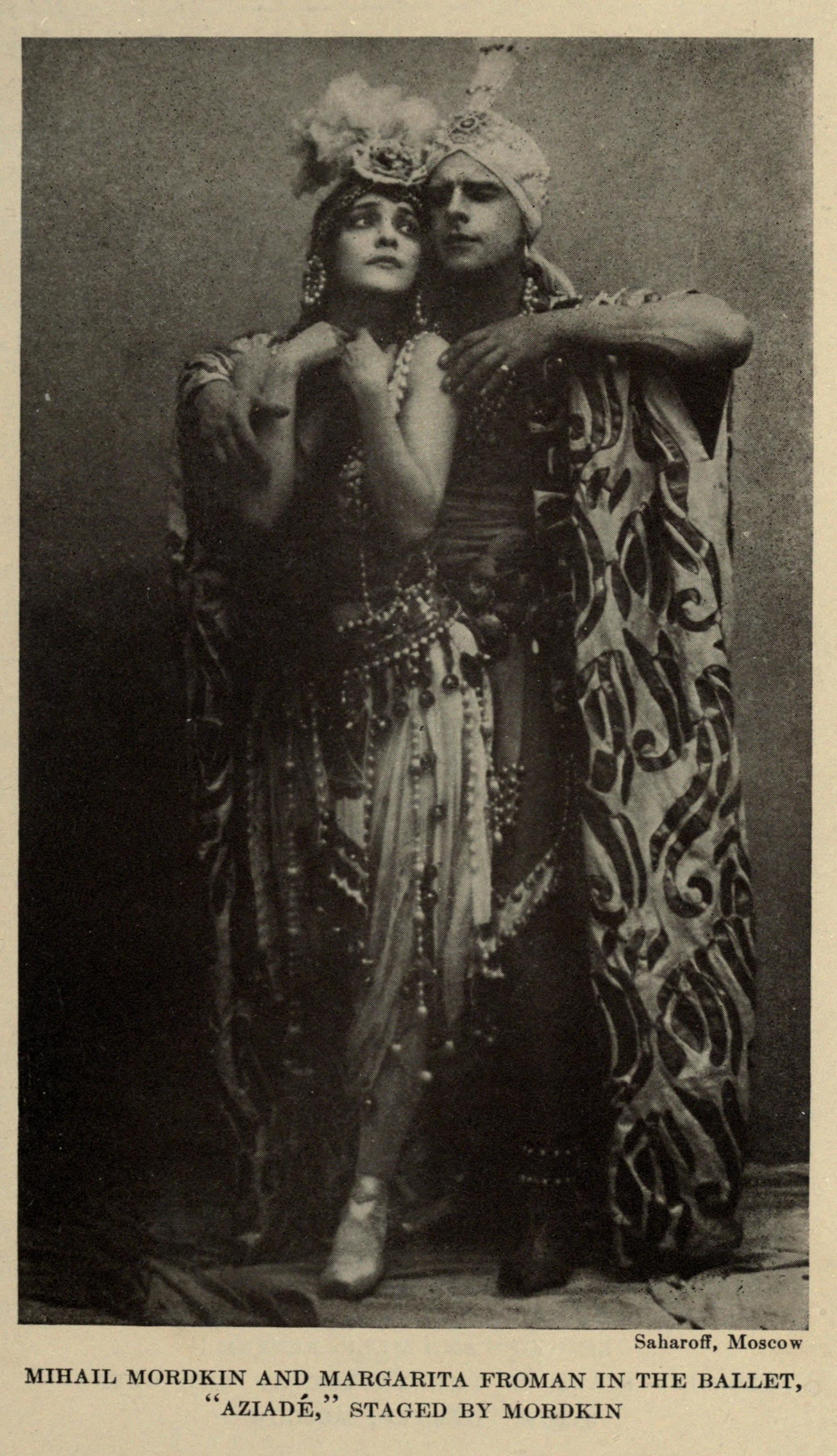
Margareta Petrovna Froman (a sinistra) in una foto del 1922

Si è diplomata a Mosca all'Academia del Balletto di Mosca ed è stata prima ballerina al Teatro Bol'šoj. Dal 1914, con il corpo di ballo di Djagiljev, è stata presente in molte città europee. Con i suoi fratelli Maksimilijan, Valentine (anche loro ballerini) e Pavel, arriva a Zagabria dove, su invito dell'intendente J. Benešić, diventa il leader del balletto e prima ballerina nel 1921 e pone le basi del balletto HNK. Oltre a rivelare le possibilità delle scenografie e delle tecniche di balletto per Zagabria, mise a punto le opere che erano poi le più significative in Europa.
Si esibì come coreografa a Parigi, Milano e Belgrado. Il suo contributo alla creazione di opere per balletti croati è enorme. Svatovac di Krešimir Baranović fu rappresentato nel 1920 e nel 1924 Licitarsko srce (Il cuore di pan di zenzero). Dal 1955 visse a Boston.